# Akebonobashi (metropolitana di Tokyo)
La stazione di Akebonobashi (曙橋駅?, Akebonobashi-eki) è una stazione della metropolitana di Tokyo che si trova a Shinjuku. La stazione è servita dalla linea Shinjuku della Toei.